# (2598) Merlin
(2598) Merlin (1980 RY) – planetoida z pasa głównego asteroid okrążająca Słońce w ciągu 4,66 lat w średniej odległości 2,79 j.a. Odkryta 7 września 1980 roku.